# Dettre Gábor
Dettre Gábor (Debrecen, 1956. szeptember 24.) Balázs Béla-díjas (2003) filmrendező.

## Életpályája
Szülei: Dettre Gábor és Dancza Erzsébet. 1974–1979 között a Pécsi Tudományegyetem Jogtudományi Karának hallgatója volt. 1979-től az USA-ban élt. 1982–1985 között a New York-i Egyetem Tisch Művészeti Karán filmrendezést tanult. 1988–1989 között a CBS-nél volt producer. 1991-től Budapesten dolgozik. 1992-ben jött haza Magyarországra. 1995–1997 között az Off Broadway Étterem tulajdonosa volt. 1997 óta a Hunnia Mozi tulajdonosa.
Dolgozott háztartási alkalmazottként, benzinkutasként; volt taxis, postás, majd vágást tanított a New York-i Egyetemen. Dokumentumfilmeket forgat, fényképez.

## Filmjei
- Fekete fények, fehér árnyékok (1989)
- Baleset a harrisburgi atomerőműben (1989)
- Virágoskert a Szaharában (1990)
- Próféta (1992)
- Intermezzo (1992)
- Kerubokkal harcolgatók (1993)
- A színésznő és a halál (1993)
- A holnap érdeklődés hiányában elmarad (1993)
- "A felettünk való mindig megteríti asztalunkat" (1993)
- Hazatérők (1994)
- Én Varsóból való vagyok, én Prágából, én nem tudom, honnan... (1994)
- „A mennyországban kész a helyed...” (1995)
- Jobbágyfelszabadítás (1998)
- ...halott lepke száll tova... (1998)
- A tekerőlantos naplója (1998)
- Felhő a Gangesz felett (2001)
- Szerelem utolsó vérig (2002)
- Zichy Mihály - Zalától Szentpétervárig (2003)
- Önmagának szóló ének (2003)
- Mányoki Ádám (2003)
- Juhász Ferenc - Gyémántmorzsalék (2003)
- Sűrű ködben célba lőni (2003)
- Labirintus (2004)
- Van hajlamom arra, hogy utópiákban gyönyörködjek (2004)
- Tabló – Minden, ami egy nyomozás mögött van! (2008)
- Holnap (2009)
- Antigoné (2010)

## Díjai
- a filmszemle különdíja (1994)
- a filmkritikusok díja (1995)
- Toleranciadíj
- Balázs Béla-díj (2003)